# Ongaonga (Nouvelle-Zélande)
Ongaonga  est une localité du District de Central Hawke's Bay, situé dans l’Île du Nord de la Nouvelle-Zélande. 

## Situation
Elle est localisée à 20 kilomètres à l’ouest de la ville de Waipawa et une distance similaire de celle de Waipukurau.

## Histoire
Le village fut fondé en 1872, quand Henry Hamilton Bridge subdivisa sa ferme.
La première maison fut construite 2 ans plus tard en 1874.
Le magasin général et le salon de thé furent ouverts en 1899 et fournissent toujours les besoins de la communauté locale et les visiteurs avec une épicerie, des rafraîchissements, un service postal et de l’essence.

## Toponymie
Le village est dénommé d’après le mot en langue Māori  pour les orties natives orties Urtica ferox.

## Installations
Le village moderne consiste en un magasin général, un salon de thé et la taverne nommée aux armes de Sandford.
La ville de Ongaonga a une collection de bâtiments historiques, qui ont tous été construits à la même époque par les frères Coles Brothers, maçons et menuisiers.
La rue principale nommée: Bridge Street, d’après le nom du fondateur de la ville Henry Hamilton Bridge, comprend l’usine historique des frères Coles Brothers.
Cette petite ville de campagne supporte aussi plusieurs clubs sportifs et culturels.
Ongaonga s’associe souvent avec Tikokino en rugby, pour les compétitions contre d’autres club de  Central Hawke's Bay.
Ongaonga accueille aussi une parade annuelle du jour de l’ANZAC.
Le parcours de « Ongaonga Golf » est localisé à 1 kilomètre au sud-ouest de la ville.

## Éducation
- L’école d’Ongaonga est une école publique, mixte, assurant le primaire, du niveau 1 à 8[5] ,[6].

Elle a un taux de décile de 6 avec un effectif de 80 élèves  en mars 2020.

## Loisirs
Le centre de loisir d’Ongaonga et l’hôtel de ville de Ongaonga sont localisés à proximité de l’école.
Sur les 50 dernières années, les organisations de jeunesse sont venues et sont parties.
La ville a ainsi abrité les scouts de Nouvelle-Zélande (en) et les Guides féminines.